# Tour international d'Annaba 2016
La 2e édition du Tour international d'Annaba a eu lieu du 18 au 22 mars 2016. La course fait partie du calendrier UCI Africa Tour 2016 en catégorie 2.2. Il fut remporté par Luca Wackermann.

## Présentation

### Équipes
Classé en catégorie 2.2 de l'UCI Africa Tour, le Tour international d'Annaba est par conséquent ouvert aux équipes continentales professionnelles, aux équipes continentales, aux équipes nationales, aux équipes régionales et de clubs et aux équipes mixtes d'équipes africaines.
Quatorze équipes participent à Tour international d'Annaba - quatre équipes continentales, quatre équipes nationales et cinq équipes régionales et de clubs :
| Équipes continentales | Équipes continentales | Équipes continentales |
| Nom de l'équipe       | Pays                  | Code                  |
| --------------------- | --------------------- | --------------------- |
| Vélo Club Sovac       | Algérie               | SOV                   |
| Al Nasr Dubaï         | Émirats arabes unis   | ANS                   |

| Équipes régionales et de clubs | Équipes régionales et de clubs | Équipes régionales et de clubs |
| Nom de l'équipe                | Pays                           | Code                           |
| ------------------------------ | ------------------------------ | ------------------------------ |
| Cevital                        | Algérie                        | CEV                            |
| Ooredoo                        | Algérie                        | OOR                            |
| El Majd                        | Algérie                        | ELM                            |

| Équipes nationales          | Équipes nationales | Équipes nationales |
| Nom de l'équipe             | Pays               | Code               |
| --------------------------- | ------------------ | ------------------ |
| Équipe nationale d'Algérie  | Algérie            | ALG                |
| Équipe nationale de Tunisie | Tunisie            | TUN                |
| Équipe nationale d'Érythrée | Érythrée           | ERI                |
| Équipe nationale du Rwanda  | Rwanda             | RWA                |
| Équipe nationale de Syrie   | Syrie              | SYR                |

## Étapes
| Étape     | Date    | Villes étapes                |                   | Distance (km)    | Vainqueur d’étape | Leader du classement général |
| --------- | ------- | ---------------------------- | ----------------- | ---------------- | ----------------- | ---------------------------- |
|           | 18 mars | Annaba                       | Jour de repos     | Journée de repos | Journée de repos  | Journée de repos             |
| 1re étape | 19 mars | Annaba - Echatt - Annaba     | Étape vallonnée   | 95               | Adil Barbari      | Adil Barbari                 |
| 2e étape  | 20 mars | Annaba - Guelma - Annaba     | Étape vallonnée   | 150              | Luca Wackermann   | Luca Wackermann              |
| 3e étape  | 21 mars | Annaba - Chetaibi - Berrahal | Étape vallonnée   | 126              | Adil Barbari      | Luca Wackermann              |
| 4e étape  | 22 mars | Annaba - Berrahal - Seraidi  | Étape de montagne | 118              | Essaïd Abelouache | Luca Wackermann              |

## Classement des étapes

### 1reétape
| Classement de l'étape | Classement de l'étape | Classement de l'étape | Classement de l'étape | Classement de l'étape |
|                       | Coureur               | Pays                  | Équipe                | Temps                 |
| --------------------- | --------------------- | --------------------- | --------------------- | --------------------- |
| 1er                   | Adil Barbari          | Algérie               | Al Nasr Dubaï         | en 2 h 8 min 30 s     |
| 2e                    | Luca Wackermann       | Italie                | Al Nasr Dubaï         | m.t                   |
| 3e                    | Abdellah Benyoucef    | Algérie               | Cevital               | + 52 s                |
| 4e                    | Abderrahmane Mansouri | Algérie               | Ooredoo               | + 1 min 0 s           |
| 5e                    | Mohamed Bouzidi       | Algérie               | Cevital               | m.t                   |
| 6e                    | Joseph Biziyaremye    | Rwanda                | Équipe du Rwanda      | + 1 min 3 s           |
| 7e                    | Essaïd Abelouache     | Maroc                 | Al Nasr Dubaï         | + 1 min 10 s          |
| 8e                    | Mohamed Belabessi     | Algérie               | Vélo Club Sovac       | m.t                   |
| 9e                    | Elias Afewerki        | Érythrée              | Équipe d'Érythrée     | m.t                   |
| 10e                   | Azzedine Lagab        | Algérie               | Équipe d'Algérie      | m.t                   |
| modifier              |                       |                       |                       |                       |

| Classement général | Classement général    | Classement général | Classement général | Classement général |
|                    | Coureur               | Pays               | Équipe             | Temps              |
| ------------------ | --------------------- | ------------------ | ------------------ | ------------------ |
| 1er                | Adil Barbari          | Algérie            | Al Nasr Dubaï      | en 2 h 8 min 30 s  |
| 2e                 | Luca Wackermann       | Italie             | Al Nasr Dubaï      | m.t                |
| 3e                 | Abdellah Benyoucef    | Algérie            | Cevital            | + 52 s             |
| 4e                 | Abderrahmane Mansouri | Algérie            | Ooredoo            | + 1 min 10 s       |
| 5e                 | Mohamed Bouzidi       | Algérie            | Cevital            | m.t                |
| 6e                 | Joseph Biziyaremye    | Rwanda             | Équipe du Rwanda   | + 1 min 3 s        |
| 7e                 | Essaïd Abelouache     | Maroc              | Al Nasr Dubaï      | + 1 min 10 s       |
| 8e                 | Mohamed Belabessi     | Algérie            | Vélo Club Sovac    | m.t                |
| 9e                 | Elias Afewerki        | Érythrée           | Équipe d'Érythrée  | m.t                |
| 10e                | Azzedine Lagab        | Algérie            | Équipe d'Algérie   | m.t                |
| modifier           |                       |                    |                    |                    |

### 2eétape
| Classement de l'étape | Classement de l'étape | Classement de l'étape | Classement de l'étape | Classement de l'étape |
|                       | Coureur               | Pays                  | Équipe                | Temps                 |
| --------------------- | --------------------- | --------------------- | --------------------- | --------------------- |
| 1er                   | Luca Wackermann       | Italie                | Al Nasr Dubaï         | en 3 h 22 min 53 s    |
| 2e                    | Nassim Saidi          | Algérie               | Équipe d'Algérie      | m.t                   |
| 3e                    | Jesús Alberto Rubio   | Espagne               | Al Nasr Dubaï         | + 7 s                 |
| 4e                    | Essaïd Abelouache     | Maroc                 | Al Nasr Dubaï         | + 12 s                |
| 5e                    | Abderrahmane Mansouri | Algérie               | Ooredoo               | m.t                   |
| 6e                    | Yacine Hamza          | Algérie               | Ooredoo               | m.t                   |
| 7e                    | Abdelkader Belmokhtar | Algérie               | Cevital               | m.t                   |
| 8e                    | Adil Barbari          | Algérie               | Al Nasr Dubaï         | m.t                   |
| 9e                    | Tomas Vaitkus         | Lituanie              | Al Nasr Dubaï         | + 16 s                |
| 10e                   | Abdelbasset Hannachi  | Algérie               | Cevital               | + 40 s                |
| modifier              |                       |                       |                       |                       |

| Classement général | Classement général    | Classement général | Classement général | Classement général |
|                    | Coureur               | Pays               | Équipe             | Temps              |
| ------------------ | --------------------- | ------------------ | ------------------ | ------------------ |
| 1er                | Luca Wackermann       | Italie             | Al Nasr Dubaï      | en 5 h 31 min 23 s |
| 2e                 | Adil Barbari          | Algérie            | Al Nasr Dubaï      | + 12 s             |
| 3e                 | Abderrahmane Mansouri | Algérie            | Ooredoo            | + 1 min 12 s       |
| 4e                 | Essaïd Abelouache     | Maroc              | Al Nasr Dubaï      | + 1 min 22 s       |
| 5e                 | Abdelkader Belmokhtar | Algérie            | Cevital            | + 1 min 30 s       |
| 6e                 | Abdellah Benyoucef    | Algérie            | Cevital            | + 1 min 32 s       |
| 7e                 | Mohamed Bouzidi       | Algérie            | Cevital            | + 1 min 40 s       |
| 8e                 | Joseph Biziyaremye    | Rwanda             | Équipe du Rwanda   | + 1 min 43 s       |
| 9e                 | Elias Afewerki        | Érythrée           | Équipe d'Érythrée  | + 1 min 50 s       |
| 10e                | Mohamed Belabessi     | Algérie            | Vélo Club Sovac    | m.t                |
| modifier           |                       |                    |                    |                    |

### 3eétape
| Classement de l'étape | Classement de l'étape | Classement de l'étape | Classement de l'étape | Classement de l'étape |
|                       | Coureur               | Pays                  | Équipe                | Temps                 |
| --------------------- | --------------------- | --------------------- | --------------------- | --------------------- |
| 1er                   | Adil Barbari          | Algérie               | Al Nasr Dubaï         | en 3 h 4 min 5 s      |
| 2e                    | Abdelbasset Hannachi  | Algérie               | Cevital               | m.t                   |
| 3e                    | Nassim Saidi          | Algérie               | Équipe d'Algérie      | m.t                   |
| 4e                    | Tomas Vaitkus         | Lituanie              | Al Nasr Dubaï         | m.t                   |
| 5e                    | Aron Debretsion       | Érythrée              | Équipe d'Érythrée     | m.t                   |
| 6e                    | Abderrahmane Mansouri | Algérie               | Ooredoo               | m.t                   |
| 7e                    | Abdellah Benyoucef    | Algérie               | Cevital               | m.t                   |
| 8e                    | Luca Wackermann       | Italie                | Al Nasr Dubaï         | + 4 s                 |
| 9e                    | Jesús Alberto Rubio   | Espagne               | Al Nasr Dubaï         | + 19 s                |
| 10e                   | Elias Afewerki        | Érythrée              | Équipe d'Érythrée     | m.t                   |
| modifier              |                       |                       |                       |                       |

| Classement général | Classement général    | Classement général | Classement général | Classement général |
|                    | Coureur               | Pays               | Équipe             | Temps              |
| ------------------ | --------------------- | ------------------ | ------------------ | ------------------ |
| 1er                | Luca Wackermann       | Italie             | Al Nasr Dubaï      | en 8 h 35 min 22 s |
| 2e                 | Adil Barbari          | Algérie            | Al Nasr Dubaï      | + 8 s              |
| 3e                 | Abderrahmane Mansouri | Algérie            | Ooredoo            | + 1 min 8 s        |
| 4e                 | Abdellah Benyoucef    | Algérie            | Cevital            | + 1 min 28 s       |
| 5e                 | Mohamed Bouzidi       | Algérie            | Cevital            | + 2 min 0 s        |
| 6e                 | Elias Afewerki        | Érythrée           | Équipe d'Érythrée  | + 2 min 5 s        |
| 7e                 | Essaïd Abelouache     | Maroc              | Al Nasr Dubaï      | + 2 min 54 s       |
| 8e                 | Joseph Biziyaremye    | Rwanda             | Équipe du Rwanda   | + 3 min 3 s        |
| 9e                 | Mohamed Belabessi     | Algérie            | Vélo Club Sovac    | + 3 min 10 s       |
| 10e                | Nassim Saidi          | Algérie            | Équipe d'Algérie   | + 3 min 51 s       |
| modifier           |                       |                    |                    |                    |

### 4eétape
| Classement de l'étape | Classement de l'étape | Classement de l'étape | Classement de l'étape | Classement de l'étape |
|                       | Coureur               | Pays                  | Équipe                | Temps                 |
| --------------------- | --------------------- | --------------------- | --------------------- | --------------------- |
| 1er                   | Essaïd Abelouache     | Maroc                 | Al Nasr Dubaï         | en 3 h 35 min 45 s    |
| 2e                    | Luca Wackermann       | Italie                | Al Nasr Dubaï         | + 4 s                 |
| 3e                    | Adil Barbari          | Algérie               | Al Nasr Dubaï         | + 8 s                 |
| 4e                    | Azzedine Lagab        | Algérie               | Équipe d'Algérie      | + 42 s                |
| 5e                    | Abderrahmane Mansouri | Algérie               | Ooredoo               | + 45 s                |
| 6e                    | Jean-Claude Uwizeye   | Rwanda                | Équipe du Rwanda      | + 1 min 3 s           |
| 7e                    | Jesús Alberto Rubio   | Espagne               | Al Nasr Dubaï         | + 3 min 0 s           |
| 8e                    | Abdelmalek Madani     | Algérie               | Équipe d'Algérie      | + 3 min 38 s          |
| 9e                    | Nassim Saidi          | Algérie               | Équipe d'Algérie      | m.t                   |
| 10e                   | Joseph Areruya        | Rwanda                | Équipe du Rwanda      | + 4 min 25 s          |
| modifier              |                       |                       |                       |                       |

### Classements finals
| Classement général | Classement général    | Classement général | Classement général | Classement général  |
|                    | Coureur               | Pays               | Équipe             | Temps               |
| ------------------ | --------------------- | ------------------ | ------------------ | ------------------- |
| 1er                | Luca Wackermann       | Italie             | Al Nasr Dubaï      | en 11 h 29 min 20 s |
| 2e                 | Adil Barbari          | Algérie            | Al Nasr Dubaï      | + 12 s              |
| 3e                 | Abderrahmane Mansouri | Algérie            | Ooredoo            | + 1 min 49 s        |
| 4e                 | Essaïd Abelouache     | Maroc              | Al Nasr Dubaï      | + 2 min 50 s        |
| 5e                 | Jean-Claude Uwizeye   | Rwanda             | Équipe du Rwanda   | + 5 min 51 s        |
| 6e                 | Elias Afewerki        | Érythrée           | Équipe d'Érythrée  | + 6 min 42 s        |
| 7e                 | Jesús Alberto Rubio   | Espagne            | Al Nasr Dubaï      | + 7 min 10 s        |
| 8e                 | Nassim Saidi          | Algérie            | Équipe d'Algérie   | + 7 min 25 s        |
| 9e                 | Abdelmalek Madani     | Algérie            | Équipe d'Algérie   | + 8 min 4 s         |
| 10e                | Aron Debretsion       | Érythrée           | Équipe d'Érythrée  | + 9 min 16 s        |
| modifier           |                       |                    |                    |                     |

### Classements annexes
| Classement des sprints | Classement des sprints | Classement des sprints | Classement des sprints | Classement des sprints |
| ---------------------- | ---------------------- | ---------------------- | ---------------------- | ---------------------- |
|                        | Coureur                | Pays                   | Équipe                 | Point(s)               |
| 1er                    | Adil Barbari           | Algérie                | Al Nasr Dubaï          | 99 points              |
| 2e                     | Luca Wackermann        | Italie                 | Al Nasr Dubaï          | 96 pts                 |
| 3e                     | Abderrahmane Mansouri  | Algérie                | Ooredoo                | 71 pts                 |
| modifier               |                        |                        |                        |                        |

| Classement de la montagne | Classement de la montagne | Classement de la montagne | Classement de la montagne | Classement de la montagne |
| ------------------------- | ------------------------- | ------------------------- | ------------------------- | ------------------------- |
|                           | Coureur                   | Pays                      | Équipe                    | Point(s)                  |
| 1er                       | Essaïd Abelouache         | Maroc                     | Al Nasr Dubaï             | 18 points                 |
| 2e                        | Tesfom Okubamariam        | Érythrée                  | Équipe d'Érythrée         | 12 pts                    |
| 3e                        | Luca Wackermann           | Italie                    | Al Nasr Dubaï             | 12 pts                    |
| modifier                  |                           |                           |                           |                           |

| Classement du meilleur jeune | Classement du meilleur jeune | Classement du meilleur jeune | Classement du meilleur jeune | Classement du meilleur jeune |
|                              | Coureur                      | Pays                         | Équipe                       | Temps                        |
| ---------------------------- | ---------------------------- | ---------------------------- | ---------------------------- | ---------------------------- |
| 1er                          | Abderrahmane Mansouri        | Algérie                      | Ooredoo                      | en 11 h 31 min 9 s           |
| 2e                           | Jean-Claude Uwizeye          | Rwanda                       | Équipe du Rwanda             | + 4 min 2 s                  |
| 3e                           | Nassim Saidi                 | Algérie                      | Équipe d'Algérie             | + 5 min 36 s                 |
| modifier                     |                              |                              |                              |                              |

| Classement par équipes | Classement par équipes | Classement par équipes | Classement par équipes |
|                        | Équipe                 | Pays                   | Temps                  |
| ---------------------- | ---------------------- | ---------------------- | ---------------------- |
| 1re                    | Al Nasr Dubaï          | Émirats arabes unis    | en 34 h 29 min 21 s    |
| 2e                     | Équipe d'Algérie       | Algérie                | + 17 min 53 s          |
| 3e                     | Équipe d'Érythrée      | Érythrée               | + 18 min 54 s          |
| modifier               |                        |                        |                        |

### UCI Africa Tour
Ce Tour international d'Annaba attribue des points pour l'UCI Africa Tour 2016, par équipes seulement aux coureurs des équipes continentales professionnelles et continentales, individuellement à tous les coureurs sauf ceux faisant partie d'une équipe ayant un label WorldTeam.
| Position           | 1er | 2e | 3e | 4e | 5e | 6e | 7e | 8e à 10e |
| Classement général | 40  | 30 | 25 | 20 | 15 | 10 | 5  | 3        |
| Par étape          | 7   | 3  | 1  |    |    |    |    |          |
| Leader, par étape  | 1   |    |    |    |    |    |    |          |

| Cycliste              | Équipe                      | Général | Étape | Leader | Total |
| --------------------- | --------------------------- | ------- | ----- | ------ | ----- |
| Luca Wackermann       | Al Nasr Dubaï               | 40      | 18    | 12     | 70    |
| Adil Barbari          | Al Nasr Dubaï               | 30      | 18    | 4      | 52    |
| Essaïd Abelouache     | Al Nasr Dubaï               | 12      | 8     | -      | 20    |
| Abderrahmane Mansouri | Ooredoo                     | 16      | -     | -      | 16    |
| Jean-Claude Uwizeye   | Équipe nationale du Rwanda  | 10      | -     | -      | 10    |
| Nassim Saidi          | Équipe d'Algérie            | 3       | 7     | -      | 10    |
| Jesús Alberto Rubio   | Al Nasr Dubaï               | 6       | 2     | -      | 8     |
| Elias Afewerki        | Équipe nationale d'Érythrée | 8       | -     | -      | 8     |
| Abdelbasset Hannachi  | Cevital                     | -       | 5     | -      | 5     |
| Abdellah Benyoucef    | Cevital                     | -       | 2     | -      | 2     |

## Liste des participants
- Liste de départ complète